# Lijst van naamdagen - juli
Hieronder staan de naamdagen voor juli.
| Dag     | Heilige                                                                                       | Voornaam |
| ------- | --------------------------------------------------------------------------------------------- | --- |
| 1 juli  | Aaron Thierry                                                                                 | Aaron, Aäron, Aharon, Aron, Haroen, Haroun, Harun Derek, Didier, Dirk, Theodoor, Thierry |
| 2 juli  | Martinianus Otto van Bamberg Bernardinus Realino Lidan(us)                                    | Martijn, Martine, Maarten Oetse, Otho, Otto, Ottone Bernardina Ligdan, Lindan |
| 3 juli  | Thomas Tryfon Leo II                                                                          | Didymus, Tamas, Thom, Thomas, Tom, Tomas, Tomàs, Tomász, Tommie, Tommy Tryfon, Tryphon Leona, Leonel, Lionel |
| 4 juli  | Elisabeth van Portugal Bertha Ulrik Aureliaan                                                 | Lise, Lisette Babette, Bep, Bert(h)a, Betsie, Betsy, Brechje, Brechtje, Bregje, Bregtje Olery, Olrik, Ori, Ulrich, Ulrique Aurélie |
| 5 juli  | Antonius Zaccaria Cyrilla Zoë                                                                 | Anthony, Antoine, Antonia, Anton, Antonio, Antoon, Teun, Toon Cyril Zoja, Zoé |
| 6 juli  | Godelieve van Gistel Maria Goretti                                                            | Godelieve, Godeline, Godeliva, Godie, Lieva, Lieve Maaike, Mariette, May, Mia, Miet, Mimi, Molly |
| 7 juli  | Willibald van Eichstätt Adelberga Ralph Milner Hedda                                          | Willebaud Edburge Radolf, Ralf, Ralph, Raoul, Redolf Heddo, Hidde, Hille, Hylke, Hylko, Ted |
| 8 juli  | Edgar Kiliaan                                                                                 | Ed, Edgard, Edger, Elgar, Jelger Kiliaan, Killian, Kylian |
| 9 juli  | Petrus van Assche Nicolaas Pieck Nicasius van Heeze Govaert van Duynen Irma                   | Petrus, Peter, Peer, Petra, Pierrot Nick, Nicole, Niels, Niko Nicasia Didine, Dien, Dina, Dinah, Dineke, Dini, Diny, Fridus, Fried, Geoffrey, Godefrida, Godefridus, Govaardina, Goverdina, Jef, Jeff, Jeffrey, Jeffry, Jefry Hermine, Irmela, Irmy, Minka |
| 10 juli | Maria Amandina Amalberga van Maubeuge/Amelberga van Temse Witger van Hamme Silvanus van Rome  | Mariët, Maja, Manon, Marielle, Marika, Marjolein, Marjolijn, Mia, Ria Alma, Amelia, Ameltje, Amy, Melia, Emelie, Emilie, Emily, Melie, Melina, Milly Witgar Sil, Silfano, Silvano, Silvester, Sylvan, Sylvian |
| 11 juli | Benedictus Siegbert Olga Olivier Plunkett                                                     | Ben, Bennie, Benny, Benoît Sebert, Sibe, Sibert, Sibrecht, Siebe, Siebert, Siegbrecht Helga, Olga, Olja Olivier, Oliviera, Oliveer, Ollie |
| 12 juli | Johannes Gualbertus Nabor Marciana Menou van Quimper                                          | Jan, Janus, Hannes, Jeannine, Juan; Walbert Nabor Marciaan, Marcienne Meine, Meins, Menno |
| 13 juli | Henricus II Mildred Joel                                                                      | Derek, Derk, Emre, Enrico, Enzio, Enzo, Hajo, Harrie, Harry, Haye, Hayo, Hein, Henderik, Hendrik, Henk, Hennie, Henny, Henri, Henry, Imre, Rick, Rico, Rien, Rik, Rikus, Rino, Rinus Mildred, Milly Joël, Joëlle |
| 14 juli | Camiel de Lellis Ulrik Libert                                                                 | Camille, Kamiel, Miel, Millo Olery, Ori, Olrik, Ouri, Uldrika Libbert, Liebert, Librecht |
| 15 juli | Bonaventura Donald Boudewijn Wladimir                                                         | Bonaventure Don, Dona, Donald, Donny Baldwin, Baldewijn, Baudoin, Boudewijn Vladimir, Walmaar, Wladimir |
| 16 juli | E(r)lvira Carmen Reinhilde Milo Valentijn                                                     | Elvire, Erle, Velten Carma, Carmela, Carmelita, Carmelitta, Carmen, Carmina, Karmijn Reinhilde, Reini, Reinilde, Renilde Milon Valentin, Valentine |
| 17 juli | Fredegand Marcellina Charlotte Thouret                                                        | Frégaud Celina, Céline, Marcellijn Carola, Carry, Charlotte, Karin, Karlien, Lotte |
| 18 juli | Frederik van Utrecht Bertha van Maarbeek Marina Tannoc Arnold(us)                             | Feddrik, Federico, Fe(rie), Ferry, Fieke, Fre, Fré, Fred(dy), Frederico, Frederica, Fredericus, Frederiek(e), Frederik, Frederika/e, Frederikus, Fredie, Frederique, Frédérique, Freek(e), Frerik, Frits, Rik(ke), Rikus Bert, Bertha Marijn, Marina, Marine, Merina, Rina, Riny Tahnee, Tennie, Thanee, Thannée Aart, Aartie, Aert, Ainslie, Aino, Anko, Anne, Anno, Arco, Ard, Ardi, Ardilee, Ardina, Arend, Arko, Arn, Arnaldo, Arnaud, Arne, Arno, Arnolda, Arnoldus, Arnoud, Arnout, Naud, Noud, Nout |
| 19 juli | Arseen Bernulf van Utrecht Justa Rufina                                                       | Arseen, Arsena, Arsène Bernold, Bernoulf, Bernulphe Josina, Joost, Justus Rufin, Rufine |
| 20 juli | Margaretha van Antiochië Elia(s) Margriet van Ieper Vulmar van Hautmont                       | Daisy, Gita, Gré, Gret(h)a, Griet(a), Magali, Mags, Malgosia, Marga(ret), Marga-retha, Margarita, Margaux, Margie, Margit, Margje, Margo, Margot, Margreet, Marguerite, Marguérite, Margy, Marit, Marjorie, Marjory, Marnella, Maud(y), Meg(h)an, Meg(gy), Merit, Meta, Mette, Pearl, Pega, Peggy, Rita Eli, Elia, Eliane, Eline, Eliot, Ilja, Iljitsj, Ellis Greet(je), Margriet(a), Riet Wilmar |
| 21 juli | Laurent van Brindisi Daniël Victor                                                            | Lars, Lawrence, Lauren, Laurence, Laurie, Lorenzo Daan, Danel, Dani, Danian, Daniël, Danilo, Danique, Danny, Dano, Dayel, Dennie, Denny, Tatum Vik, Zeger |
| 22 juli | Maria Magdalena Wandrille                                                                     | Leen, Lenie, Leny, Maddy, Madelaine, Madelein(e), Madelien, Madelon, Magda(lena), Marieke, Marileen, Marleen, Marlene, Marlène, Marlien, Marline, Marlon, Mietta, Mileen, Milena, Milène, Mimi, Mirjam, Mirlène, Mylène, Moyra Wander, Wenter |
| 23 juli | Birgitta van Zweden Apollinaris Liborius                                                      | Berete, Berit, Berith, Birgit, Birgitte, Birthe, Gittan, Gitte Loni, Polle, Polly Bor, Boris, Borre, Libor |
| 24 juli | Kristina de Wonderbare / Christina van Bolsena / Christiana Livina Cunegonde                  | Carsten, Chrétienne, Chris, Chrissie, Chrissy, Christa, Christel(le), Christiana, Christiane, Christianne, Christien, Christine, Christy, Crista, Dini, Diny, Kersten, Kiek, Kieka/e, Kike/i, Kirsten, Kirsti, Kris(sie), Krista, Kristel(le), Kristen, Kristi(e), Kristin, Kristina/e, Krystel, Krystle, Nani, Nina, Niny, Stien, Stijn(tje), Tina, Tine(ke), Tiny Levinne, Lewinna, Lieven, Livia Cunny, Koenegonde                                                                                      |
| 25 juli | Jakobus de Meerdere Valentina Christoffel                                                     | Coos, Cobus, Diego, Diëgo, Giacomo, Jaak, Jaap, Jac(co), Jack(y), Jacob, Jacques, Jaim(i)e,Jaimy, Jakko, Jakob, James, Jamie, Japke, Jim(mie), Jimmy, Jo(o)p, Jopie, Joppe, Jouk(e), Koos, Sjaak, Sjacko, Sjim(my) Tina, Tine, Wally Chris, Christo, Christof, Christoff, Christoffel, Christophe, Christopher, Kristof, Stoffel |
| 26 juli | Joachim Anna Titus Brandsma                                                                   | Achim, Joachim, Joakim, Jochem, Joghem An, Ananda, Anette, Ania, Aniek, Anika/e, Anique, Anis(s)a, Anita, Anja, Ank(e), Ankie, Anky, Ann(a), Annaliet, Anne, Annechien, Annegien, Anneke, Annelein, Annelie(n), Annet(te), Annick, Annie(k), Annika, Annique, Annita, Anoek, Anoes(j)ka, Anou(s)chka, Anouk, Anouska, Ans(je), Antje, Josan(ne), Le(e)anne, Lianne, Lyanne, Nancy, Nanda, Nandy, Nanette, Nani, Nanne, Nita Tito                                                                           |
| 27 juli | Natalia Aurelius Pantaleon Jocunda Felix van Nicodemië Theobald van Marly Liliosa van Cordova | Natalie Aurèle Pantaléon Jacunde Feline Dieboud, Dietbald, Tibald Lillian, Lilyas, Lyla |
| 28 juli | Nazarius Celsus Samson Peregrinus Petrus Poveda Arduinus                                      | Nazaire Celsa Sanso, Simson Ado, Adon, Adso Peregrien Aardewijn, Erwin, Hardewijn, Hardwin, Hartwin, Herdwina |
| 29 juli | Martha Eugenius Serafina Beatrijs van Nazareth Olaf                                           | Maartje, Marfa, Marta, Marte, Marthe, Marthel, Mat, Matty, Patty Eugene, Eugénie Serafien Bea, Beatrice, Beatrijs, Beatrix, Beatriz, Biek Olav |
| 30 juli | Petrus Chrysologus Ursus Julitta Abdon Sennen Ingeborg Leopold Mandic Tatwin(e)/Dietwin       | Pjotr Björn, Orso, Urse, Urs Julita, Juliette Abdon Senne Inge Leo, Pol Dieuwe |
| 31 juli | Ignaas van Loyola Germaan Justinus de Jacobis Johannes Colombini                              | Ignace, Ignatia, Inigo Germain, Germaine, Germana, Germina, Jermain Justin Janna |

januari · februari · maart · april · mei · juni · juli · augustus · september · oktober · november · december